# Ormøy
Ormøy  est une île habitée de la commune de Stavanger, dans le comté de Rogaland en Norvège, dans la mer du nord.

## Description
L'île est rattachée à Hundvåg, un arrondissement de Stavanger. Au nord-ouest se trouve l'île beaucoup plus grande et aussi densément bâtie de Hundvåg. Au nord se trouve l'île de Roaldsøy.
L'île est habitée et il y a de nombreux bâtiments, mais il y a encore quelques zones "vertes". L'île est reliée à Roaldsøy par le pont sur Ormøysundet, appelé route d'Ormøy. Juste à l'est de l'île, il y a plusieurs petites îles et îlots, dont Ormøyholmen.